# Rix
Rix là một xã trong vùng hành chính Franche-Comté, thuộc tỉnh Jura, quận Lons-le-Saunier (quận), tổng Nozeroy. Tọa độ địa lý của xã là 46° 45' vĩ độ bắc, 06° 03' kinh độ đông. Rix nằm trên độ cao trung bình là 775 mét trên mực nước biển, có điểm thấp nhất là 721 mét và điểm cao nhất là 923 mét. Xã có diện tích 5.17 km², dân số vào thời điểm 2005 là 71 người; mật độ dân số là 14 người/km².

## Thông tin nhân khẩu
| 1962 | 1968 | 1975 | 1982 | 1990 | 1999 |
| ---- | ---- | ---- | ---- | ---- | ---- |
| 69   | 88   | 72   | 79   | 84   | 73   |